# Мария Амалия Австрийска (1746 – 1804)
Мария Амалия Йозефа Йохана Антония Австрийска (на немски: Maria Amalia von Österreich, Maria Amalia Josepha Johanna Antonia; * 26 февруари 1746, Виена; † 18 юни 1804, Прага) от династията Хабсбург-Лотаринги, е ерцхерцогиня на Австрия, принцеса на Бохемия, Унгария и на Тоскана и чрез женитба херцогиня на Парма.

## Живот
Тя е осмото дете и шестата дъщеря, от 16-те деца, на императрица Мария Терезия (1717 – 1780) и Франц I (1708 – 1765). Сестра е на императорите Йозеф II и Леополд II, на френската кралица Мария-Антоанета (съпруга на крал Луи XVI), Мария-Анна (абатиса в Прага), Мария-Кристина (омъжена през 1765 за Алберт херцог на Саксония-Тешен), Мария-Елизабет (абатиса в Инсбрук от 1781), ерцхерцог Карл-Йозеф, Мария-Габриела, Мария-Каролина (кралица на Неапол и Сицилия), Фердинанд Карл, Максимилиан Франц фон Хабсбург.
На 22 години Мария Амалия се влюбва в младия и добре изглеждащ принц Карл фон Цвайбрюкен. Майка ѝ и държавният министър Кауниц отказват на предложението за женитба.
На 19 юли 1769 г. 23-годишната Мария Амалия се омъжва в Августинската църква във Виена за херцог Фердинанд I Пармски (* 20 януари 1751; † 9 октомври 1802) от фамилията на Пармските Бурбони, син на херцог Филип I Пармски и Луиза-Елизабет Бурбон-Френска. Той е пет години по-млад от нея. Сватбата се състои на 19 юли в Палацо Дукале ди Колорно в град Колорно. Едва след два месеца бракът е осъществен.
Фердинанд от Бурбон-Парма е със слаб характер и тя доминира политически и частно. Започват да я наричат La Signora и La Mata. Те имат 7 деца, от които четири порастват. През 1796 г. в Парма нахлува френска войска. След смъртта на нейния съпруг през 1802 г. Мария Амалия се оттегля през ноември в резиденцията си в Прага, където умира през 1804 г. Тя е погребана в катедралата „Свети Вит“ в Прага. Нейното сърце е погребано в капелата „Лорето“ в Августинската църква във Виена.

## Деца
Мария Амалия и Фердинанд I Пармски имат седем деца:
- Каролина Мария (* 22 ноември 1770; † 1 март 1804)

∞ 1792 г. за принц Максимилиан Саксонски (1759 – 1838)
- Лудвиг (* 5 август 1773; † 27 май 1803), крал на Етрурия

∞ 1795 г. Мария Луиза Испанска (1782 –1824), дъщеря на крал Карлос IV
- Мария Антония (* 28 ноември 1774; † 20 февруари 1841), монахиня 1802 г. в ордена на урсулинките, след това абатиса
- Шарлота (* 1 септември 1777; † 5 април 1813), монахиня в ордена на доминиканците, от 1797 г. приорес
- Филип (* 22 март 1783; † 2 юли 1786)
- Антония Луиза (* 21 октомври 1784; † ок. 1786)
- Мария Луиза (* 17 април 1787; † 22 ноември 1789)
- * мъртвородени близнаци, син и дъщеря (*/† 21 май 1789)

## Галерия
- Портрети на Мария Амалия Австрийска
- Мария Амалия Австрийска, херцогиня на Бурбон-Парма
- Мария Амалия Австрийска, херцогиня на Парма
- Мария Амалия, херцогиня на Парма